# Repeater
Repeater es el primer álbum de estudio de la banda norteamericana Fugazi, publicado en enero de 1990 en formato vinilo y en marzo de 1990 en formato CD, con tres canciones más, bajo el nombre Repeater + 3 Songs. Aparece en el libro 1001 discos que hay que escuchar antes de morir.
Ese mismo año el grupo se embarcó en una gira de promoción del disco acompañados de la banda de Portland Calamity Jane.
Hasta marzo de 2002 el álbum había vendido arriba del millón de copias solo en los Estados Unidos y rebasaba los 2 millones a nivel mundial.[cita requerida]

## Lista de canciones
| N.º | Título              | Duración |  |
| 1.  | «Turnover»          | 4:16     |  |
| 2.  | «Repeater»          | 3:01     |  |
| 3.  | «Brendan #1»        | 2:32     |  |
| 4.  | «Merchandise»       | 2:59     |  |
| 5.  | «Blueprint»         | 3:52     |  |
| 6.  | «Sieve-Fisted Find» | 3:24     |  |
| 7.  | «Greed»             | 1:47     |  |
| 8.  | «Two Beats Off»     | 3:28     |  |
| 9.  | «Styrofoam»         | 2:34     |  |
| 10. | «Reprovisional»     | 2:18     |  |
| 11. | «Shut the Door»     | 4:49     |  |

| Canciones adicionales de Repeater + 3 Songs |            |          |  |
| N.º                                         | Título     | Duración |  |
| 12.                                         | «Song #1»  | 2:54     |  |
| 13.                                         | «Joe #1»   | 3:01     |  |
| 14.                                         | «Break-In» | 1:33     |  |